# Bhagwan Das Garga
Bhagwan Das Garga (häufig nur B. D. Garga; * 14. November 1924 in Lehra, Punjab; † 18. Juli 2011 in Patiala, Punjab) war ein indischer Dokumentarfilmer und Filmhistoriker.

## Leben
Garga wuchs in Lahore auf. Er entwickelte bereits als Jugendlicher ein Interesse an Fotografie. Einige seiner Fotografien konnte er in der Zeitschrift „Illustrated Weekly of India“ veröffentlichen. 1943 ging er nach Bombay und arbeitete in der indischen Filmindustrie für den Regisseur V. Shantaram, bei dem er das Filmhandwerk erlernte. Er lernte den Journalisten und Filmkritiker K. A. Abbas kennen, der ihn ermutigte, einen Artikel zur Geschichte des indischen Kinos für Abbas‘ urdusprachiges Magazin „Sargam“ zu schreiben. Damit begann Gargas filmhistorische Autorentätigkeit.
Im Jahre 1948 drehte Bhagwan Das Garga mit Storm over Kashmir seinen ersten von mehr als 50 Dokumentarfilmen, die er auch selbst schrieb und produzierte. Sein filmisches Interesse führte ihn 1953 nach Europa, wo er in den britischen Ealing Studios die praktische Filmarbeit studierte und Kontakte zum British Film Institute und der Cinémathèque française knüpfte. Mit Henri Langlois verband ihn eine lebenslange Freundschaft und er verfasste nach Langlois‘ Tod 1977 den Nachruf im Magazin „Filmfare“, in dem er ihn als größten Förderer des Weltkinos würdigte. Während seiner fünfjährigen Zeit in Europa reiste Garga auch in die Sowjetunion und unterstützte Abbas in den Mosfilm-Studios bei der Arbeit an dem sowjetisch-indischen Filmprojekt Fahrt über drei Meere (1957). Daneben kam er mit Filmhistorikern und -archivaren zusammen.
Zeitlebens sammelte, forschte und schrieb Garga über Film; seine Forschung zur indischen Filmgeschichte mündete in der ersten Filmanthologie anlässlich des 50-jährigen Jubiläums des indischen Films. Für die UNESCO war Garga 1967 Mitglied der Expertenkommission zur Geschichte des internationalen Films. 1969 organisierte er die erste Retrospektive des indischen Films in der Cinémathèque française. Er war Mitglied des Film Advisory Bord of India und Gründungsmitglied des National Film Archive of India in Pune. Daneben veröffentlichte er Aufsätze über verschiedene Aspekte des indischen Kinos, so in der NFDC-Zeitschrift „Cinema in India“. Die staatliche indische Filmförderung ehrte ihn 1988 zum 75. Jubiläum des indischen Films mit einem Preis für seinen Beitrag zum Wachstum des nationalen Filmwesens. Garga war Jurymitglied von nationalen und internationalen Filmfestivals.
1992 zog Garga mit seiner Frau von Bombay nach Goa. Auf dem Mumbai International Film Festival 1996 wurde er für sein Lebenswerk im Dokumentarfilm mit dem V. Shantaram Award ausgezeichnet. Für sein Buch From Raj to Swaraj: The Non-Fiction Film in India über die Geschichte des indischen Dokumentarfilms erhielt er einen National Film Award für das beste indische Buch über Film des Jahres 2007. Seine einzigartige private Sammlung von etwa 3000 Filmmemorabilien verkaufte Garga kurz vor seinem Tod für 20 Millionen Rupien an das Indira Gandhi National Centre for the Arts in Neu-Delhi. Sein letztes Buch Silent Cinema in India: A Pictorial Journey erschien postum 2012 und wurde ebenfalls mit dem National Film Award ausgezeichnet.

## Bibliografie (Auswahl)
- The Present-Day Situation and Future Prospects of the Feature Film in India, Paris: UNESCO, 1961
- Sound Track in the Indian Film, Paris: UNESCO, 1966
- So Many Cinemas: The Motion Picture in India, 1996
- The Art of Cinema: An Insider’s Journey Through Fifty Years of Film History, 2005
- From Raj to Swaraj: The Non-Fiction Film in India, 2007
- Silent Cinema in India: A Pictorial Journey, 2012

## Filmografie (Auswahl)
- 1948: Storm over Kashmir
- 1960: Family Planning – Why?[6]
- 1964: Creative Artists of India – Satyajit Ray
- 1968: The Dance of Shiva (Co-Regie mit Chidananda Dasgupta)[7]
- 1969: Creative Artists of India – Amrita Sher-Gil
- 1975: Sarojini Naidu
- 1978: It Is Indian, It Is Good
- 1981: Bombay – A City at Stake[8]
- 1985: Writing Off the Raj[9]
- Mamallapuram[10]